# Теди Шолтен
Теди Шолтен (хол. Teddy Scholten-van Zwieteren; Ријсвијк, Хаг, 11. мај 1926. — Ријсвијк, Хаг, 8. април 2010) је била холандска певачица. Била је победник на Песми Евровизије 1959. године са песмом "Een beetje".

## Каријера
Певањем се почела бавити 40-их година 20. века, када је била успешна у Холандији као део дуета Шолтен и Ван Зелфде. Године 1945. заручила се са Хенком Шолтеном, за којег се удала годину дана касније. Са песмом "Een beetje" је представљала Холандију на Евровизији 1959. године одржаној у Кану. Тамо је победила са 21 освојеним бодом, те је донела другу победу Холандији. Песму "Een beetje" је такође снимила на немачком (Sei ehrlich), француском (Un p'tit peu), шведском (Om våren) и италијанском (Un poco). После победе на Евровизији, снимила је још неколико албума, првенствено са кавер верзијама познатих дечјих песама.

## Смрт
Умрла је 8. априла 2010. године у свом родном месту, у 83. години живота.